# خوسيه ماريا بينيا
خوسيه ماريا بينيا (بالإسبانية: José María Peña San Martín)‏ (19 أبريل 1895 بغوتكسو في إسبانيا - 13 يناير 1988 بغوتكسو في إسبانيا) هو مدرب كرة قدم ولاعب كرة قدم إسباني في مركز الدفاع، شارك في الألعاب الأولمبية الصيفية 1924. وشارك مع منتخب إسبانيا لكرة القدم. أما مع النوادي، فقد لعب مع أريناس غوتكسو وريال مدريد وسلتا فيغو.

## وصلات خارجية
- خوسيه ماريا بينيا على موقع الاتحاد الدولي (مؤرشف)  (الإنجليزية)
- خوسيه ماريا بينيا على موقع قاعدة بيانات كرة القدم.إي يو (الإنجليزية)
- خوسيه ماريا بينيا على موقع ناشيونال فوتبول تيمز (الإنجليزية)
- خوسيه ماريا بينيا على موقع أوليمبيديا (الإنجليزية)